# جانيس مان
جانيس مان (بالصينية: 文詠珊) هي ممثلة صينية، ولدت في 29 ديسمبر 1988 بهونغ كونغ في الصين.

## وصلات خارجية
- جانيس مان على موقع IMDb (الإنجليزية)
- جانيس مان على موقع قاعدة بيانات الفيلم (الإنجليزية)